# 安藤鹿季
安藤 鹿季（あんどう かのすえ、生年不明 - 応永30年6月16日（1423年7月23日））は、室町時代の武将。陸奥、出羽の豪族。湊系安藤氏（のち安東氏）の初代当主。父の名には諸説あり、系図類も法季、貞季、能季、宗季と分かれている。兄に盛季。本姓は安倍。初め西関二郎と称したという。。系図により庶季（もろすえ）、廉季（かどすえ）とも表記される。なお、鹿季存命当時には安東という表記は見受けられず安藤となっているが、子孫が安東を名乗ったため後世の文書には安東鹿季とも書かれている。子に成季。
安藤氏は陸奥津軽十三湊付近を根拠とし、蝦夷地との交易を中心とした海上交通に従事する海の豪族であった。応永2年（1395年）、兄盛季の命により出羽秋田郡に分家し、上国（かみのくに）家又は湊家と号したとの伝承がある。この伝承によると、西関二郎鹿季は二百余騎を率い南進し、男鹿半島に染川城、脇本城を築き、秋田湊湊城主秋田城介顕任（出自不明。安藤氏の同族とも北畠氏の一族とも想像されている）を下し秋田郡を制したとされている。また、このとき足利義満により新領主として認められたとの伝承もあり、室町幕府の奥羽大名施策において、両安東氏を「屋形」号を称する家柄として秩序立てていたとする見解もある。
しかし近年、南北朝時代成立の史料により男鹿半島の領主として確認される安藤孫五郎、安東太の両者や、「市川湊文書」に含まれている寺社修造棟札写に残る寂蔵、安倍忠季、安倍浄宗等が鹿季の南遷と伝えられている時代以前に遡れることから、鎌倉末期に安藤氏の乱において惣領から退けられた季長を上国家の祖と見なす見解が出されている。一方で、湊家の成立以前の男鹿半島の安藤氏を女川家と伝える伝承もあることから、湊家とは別の支族が先行して秋田郡に土着していたとの見解も郷土史家などから出されている。上国家は、一般的に湊家と称し、遅くとも天文年間には京都扶持衆となっていること、代々「左衛門佐」を名乗り本願寺等とも誼を通じるなど中央との交流があったこと等が史料から確認されているものの、事績を伝える確実な史料に乏しく研究が進んでいない。
南部氏側の史料によると、応永17年（1410年）、南部守行と南部光経が刈和野（現秋田県大仙市刈和野）に出兵してきた鹿季を迎え討ち、翌応永18年（1411年）に南部の陣中に二羽の鶴が飛来し勝利したことを記念して家紋を「二羽鶴」に改めたと伝えられている。